# Gudrun Stock
Gudrun Stock (Deggendorf, 23 de mayo de 1995) es una deportista alemana que compite en ciclismo en las modalidades de pista y ruta.
Ganó una medalla de bronce en el Campeonato Mundial de Ciclismo en Pista de 2020 y dos medallas en el Campeonato Europeo de Ciclismo en Pista, plata en 2019 y bronce en 2018.

## Medallero internacional
| Campeonato Mundial | Campeonato Mundial       | Campeonato Mundial | Campeonato Mundial      |
| Año                | Lugar                    | Medalla            | Competición             |
| ------------------ | ------------------------ | ------------------ | ----------------------- |
| 2020               | Berlín (Alemania)        | Medalla de bronce  | Persecución por equipos |
| Campeonato Europeo |                          |                    |                         |
| Año                | Lugar                    | Medalla            | Competición             |
| 2018               | Glasgow (Reino Unido)    | Medalla de bronce  | Persecución por equipos |
| 2019               | Apeldoorn (Países Bajos) | Medalla de plata   | Persecución por equipos |